# 2xmoinscher
2xMoinsCher est un site web marchand créé en 2001[réf. nécessaire] et proposant des produits neufs et d'occasion vendus par des particuliers et des professionnels. Dans le giron du groupe 3 Suisses International à partir de 2006, il a été fermé en 2012. La société française Oncle Henry a depuis repris le nom de domaine.

## Historique
La société Trokers SA, dont le siège social se trouve à Paris, a été créée en août 2000 par trois entrepreneurs, fondateurs et actionnaires majoritaires : Aymeric Chotard, Pascaline Chotard, et Patrick Moreau. Le premier site internet édité par Trokers était le site trokers.net, site consacré aux échanges (troc) entre particuliers, le second était le site poketrok.com, consacré aux échanges de cartes Pokémon. Ces deux sites ont fermé en 2009.
En mars 2001, s'inspirant du succès du site américain half.com, l'équipe de Trokers lance 2xMoinsCher.com, plate-forme de commerce électronique consacrée à la mise en relation d'acheteurs et de vendeurs, particuliers comme professionnels, d'objets neufs (par exemple destockés ou soldés) ou d'occasion. Son modèle économique repose autant sur le C2C (Customer to customer) que le B2C (Business to consumer).
Les créateurs du site Web demandèrent aux internautes de voter afin de choisir la marque de ce nouveau service. Les internautes pouvaient notamment voter entre Prixcool et 2xMoinsCher. Si le second nom fut retenu, le cofondateur Aymeric Chotard affirma en 2009 que c'était en réalité Prixcool qui avait obtenu la majorité des suffrages, mais que la direction et les actionnaires s'étaient déjà entendus sur 2xMoinsCher, jugé plus percutant et plus en phase avec le modèle du site.
Le site a dès le début cherché à se différencier des sites d'enchères déjà existant, notamment au niveau de la sécurité et du bon déroulement des transactions, en se posant en tant qu'intermédiaire et tiers de confiance entre les acheteurs et les vendeurs.
La croissance de l'activité du site fut rapide, et trois ans après sa création, 2xmoinscher était le douzième site de commerce électronique français.
La société Trokers est rachetée en juillet 2006 par le groupe 3 Suisses International pour un montant de 13 millions d'euros.
2xMoinsCher a été élu « Site marchand le plus apprécié » en 2005, 2006, 2007 et 2008, dans le cadre des élections organisées tous les ans par Lesitedelannee.com (société MetrixLab).
Trokers était membre de la Fevad et signataire de plusieurs chartes et accords sectoriels sous l'égide des Pouvoirs publics :
- en 2006 : la charte de confiance des plateformes de vente entre internautes (dite Charte CtoC)[11],[12],
- en 2008 : l'accord de partenariat avec Hervé Novelli pour promouvoir le régime de l'auto-entrepreneur auprès de ses membres[13],[14],
- en 2009 : la charte de lutte contre la contrefaçon sur Internet[15],
- en 2010 : un partenariat avec le Musée de la Contrefaçon de l'Unifab dans le cadre de l'exposition "Faux du Logis" consacrée au faux dans l’environnement domestique[16],
- en 2011 : un accord avec la Douane de prévention du trafic de produits illicites sur sa plateforme[17],[18].

L'activité commerciale du site s'arrête le 18 avril 2012 du fait de ses difficultés économiques,.
Quelques mois après l'arrêt du site, la société Oncle Henry annonce le rachat de la marque 2xMoinsCher et des noms de domaine associés. En octobre 2012, le site internet est rouvert après six mois d’interruption. La société Trokers n'a pas été dissoute, mais n'a plus d'activité commerciale.
En 2023, 2xmoinscher ferme de nouveau ses portes et le domaine est mis en vente.

## Fonctionnement
L'acheteur passe commande d'un article et paye le site, qui verse l'argent sur un compte de séquestre et prévient le vendeur, l'invitant à livrer l'objet acheté à l'acquéreur. Ce dernier est ensuite invité à tester le bien, et soit à confirmer la bonne réception et sa satisfaction, le vendeur est alors payé, soit à indiquer au site qu'il n'est pas satisfait. Dans ce dernier cas, le site bloque l'argent le temps de la résolution du litige, avec l'intervention si nécessaire du service clients.
2xMoinsCher a pour principaux concurrents en France Amazon, Priceminister et eBay.